# Mansour Lakehal
Mansour Lakehal  est un joueur de football franco-algérien né le 30 décembre 1983,

## Biographie
Mansour Lakehal est élu meilleur défenseur du championnat professionnel de football de Singapour en 2010,

## Palmarès
Etoile Football Club
- Championnat de Singapour (1) :
  - Champion : 2010[5].

- Coupe de la Ligue de Singapour (1) :
  - Vainqueur : 2010.